# База Ванденберг
Военно-воздушная база Ванденберг — военное сооружение с космодромом, расположенное в США (округ Санта-Барбара штата Калифорния). На Ванденберг возложена роль создания объединённого функционального командного компонента для космоса.
Ванденберг — место дислокации 14-го авиаполка, 30-го космического авиакрыла, 381-й тренировочной группы и Западный стартовый и испытательный полигон, на котором производятся запуски спутников для военных и коммерческих организаций, а также проводятся испытания межконтинентальных баллистических ракет, включающих ракеты-носители «Минитмен-3». По переписи 2000 года население этого места составило 6151 человек.

## История
База, получившая прозвище «Вендиленд» от персонала ВВС, первоначально была основана в 1941 году как лагерь Кука армии США. Лагерь использовался как тренировочный центр пехотных и бронетанковых войск во время Второй мировой войны и позже снова — в Корейской войне.
База была передана военно-воздушным войскам США в 1957 году и стала преобразовываться в центр по испытанию космических и баллистических ракет. Годом позже база Кука ВВС была переименована в честь генерала Хойта С. Ванденберга, второго начальника штаба ВВС, который ранее был сторонником эксплуатации космоса и ракет.
Между 1 марта 1966 и 20 декабря 1968 года ВВС приобрели около 61 км² фермерских земель, расположенных к югу от первоначальной границы сооружений в соответствии с правом государства на отчуждение частной собственности. Это приобретение увеличило площадь базы до текущих 400 км², из которых разрабатывается только 15 %. Относительно отдалённое местоположение базы и близость её к побережью делают это место хорошо подходящим для проведения испытаний систем стратегического ракетного оружия («Атлас», «Титан I», «Титан II», «Минитмен-1», «Минитмен-2», «Минитмен-3», и «Миротворец»), а также запусков спутников на полярную орбиту, при которых ракеты не будут пролетать над населёнными районами после старта.
16 декабря 1958 года с базы Ванденберг была запущена первая баллистическая ракета «Тор». 28 февраля 1959 года — запустили первый в мире полярно-орбитальный спутник «Дискаверер-1» на ракете-носителе «Тор-Агена». (Миссия «Дискаверер» была прикрытием для секретной программы «Корона», проводимой ЦРУ). Оба запуска происходили из стартового комплекса № 10, который являлся резервным и с 1950 года был образцом эры технологии стартовых комплексов. Этот стартовый комплекс служит поворотным пунктом в истории США.
Ванденберг всё ещё является военным сооружением, из которого производятся беспилотные запуски правительственных и коммерческих спутников на полярную орбиту. Он также является местом, откуда запускаются ракеты-носители в направлении атолла Кваджалейн для проверки эффективности систем вооружения.
База управляется командой авиавоздушных войск 30-го космического авиакрыла.

### Спейс шаттл
В 1972 году Ванденберг был выбран местом запуска и посадки Спейс Шаттлов на западном побережье США. Стартовый комплекс № 6, первоначально построенный для проекта MOL (англ. Manned Orbiting Laboratory, Пилотируемая орбитальная лаборатория ВВС США), был существенно улучшен для проведения операций с шаттлами. Было потрачено свыше 4 миллиардов долларов на модификации комплекса и строительство сопутствующей инфраструктуры. Первоначально стартовая установка была небольшой высоты и к ней было добавлено два новых канала для отвода пламени, чтобы можно было использовать ракетные ускорители шаттла. Дополнительные изменения или улучшения также включали в себя баки для жидкого водорода и жидкого кислорода, комнату подготовки полезного груза, комнату замены полезного груза, новую пусковую башню с системой спасения для членов команды шаттла, систему шумоподавления и место для утилизации воды. Также к первоначальному комплексу было добавлено здание сборки шаттла.
В дополнение к этому, существующая на Северной базе взлётно-посадочная полоса длиной 2590 метров была удлинена до 4580 метров, чтобы улучшить приземление шаттлов по окончании миссий. Полное обслуживание и реставрация орбитального аппарата производилась на находящемся здесь же оборудовании по обслуживанию и обработке орбитального аппарата.
Выполнение программы Спейс Шаттла в стартовом комплексе № 6 было по своим действиям противоположным тому, как это делалось в Космическом центре Кеннеди, то есть орбитальная связка должна была собираться непосредственно на стартовой площадке, вместо того, чтобы сначала собрать её в здании вертикальной сборки и затем переместить. Три перемещаемых по рельсам сооружения, башня запуска, башня мобильного обслуживания и комната замены полезной нагрузки использовались при монтаже орбитального шаттла, внешних баков и ракетных ускорителей. Эти сооружения предназначались для защиты связки шаттла от сильного ветра на площадке и использовались во время серий «тестов на пригодность» с использованием шаттла «Энтерпрайз» в 1985 году.
Стартовый комплекс № 6 был почти готов к своему первому запуску шаттла миссии STS-62A, которая была назначена на 15 октября 1986 года, но крушение «Челленджера» в январе 1986 года повлекло за собой отмену всех полётов шаттлов с Западного побережья.

### Дельта-4
После заморозки программы шаттлов в Ванденберге, стартовый комплекс № 6 снова был изменён для поддержки производимых в то время запусков полярно-орбитальных спутников новым семейством ракет-носителей «Дельта-4», использующих общий ускоритель для всех классов и размеров и включающих в себя тяжёлую пусковую установку «Дельта-4». В том виде, в каком он существует сейчас, район запуска площадью 534000 м² имеет такие же структурные возможности, как и стартовый комплекс № 37 для «Дельта-4» производства компании Боинг на станции ВВС мыса Канаверал во Флориде со стационарным и подвижным обслуживающим оборудованием, стационарной сборочной площадкой, зданием центра управления запусками и операциями. На стартовой площадке № 6 среди прочих функциональных возможностей имеется специализированная защита от повреждения ветром подготовленных к старту ракет.
Первым из космических аппаратов серии «Дельта-4», стартовавшим с площадки № 6, была ракета «Дельта-4» среднего класса, запущенная 27 июня 2006 г. в 20:33 по местному времени (28 июня в 07:33 по московскому времени), и пославшая на орбиту спутник NROL-22 для Федерального разведывательного бюро. Операция была успешно завершена примерно через 54 минуты.

### Центр ракетного и космического наследия
Центр ракетного и космического наследия сохраняет и демонстрирует памятники культуры и истории для более полного понимания развития ракетной и космической деятельности базы Ванденберг, проводимой с самого начала холодной войны. Эта деятельность затрагивает военную, коммерческую и научную сферы деятельности в освоении космоса.
Осмотр территории центра открывают две выставки: «Хронология холодной войны» и «Развитие технологии». Выставки представляют собой собрание моделей стартовых комплексов, пусковой установки, ракетных двигателей, космических аппаратов многоразового использования, аудиовизуальные и компьютерные изображения. Помимо этих выставочных площадок на территории центра есть площадки с реконструированным вспомогательным оборудованием.
Центр расположен в стартовом комплексе № 10 — месте, где проходили тестовые запуски ракеты «Тор» и аппарата «Дискавери», также известного как разведывательный спутник «Корона». Эти события являются значимыми в истории базы Вандерберг.

## Задачи базы
Расположение Ванденберга — к северу Тихого океана — в отличие от Космического Центра Кеннеди, облегчает запуск спутников на полярную орбиту. Она располагается по ходу вращения Земли, что делает базу хорошо приспособленной для запуска разведывательных спутников.
Кроме того, база Ванденберг используется и для запуска некоммерческих спутников на полярные орбиты. Так, отсюда с использованием ракеты-носителя «Титан-2» был запущен космический аппарат — зонд «Клементина» для изучения дальнего космоса и Луны.

## Географическое расположение
База Ванденберг расположена на 34°43’47.43" северной широты и 120°34’31.33" западной долготы. Согласно данным бюро переписи, общая площадь базы 57.3 км², где 57.1 км² занимает суша и 0.2 км² (это 0,32 % всей площади) водная поверхность.
Бо́льшая часть территории базы — холмистая, гористая и неиспользуемая поверхность; преобладающая растительность представлена колючими и прибрежными низкорослыми кустарниками, а также дубовым лесом. Растительность не тронута по соображениям экологии, так как часть территории является заповедной и закрытой для любых видов разработки — она является естественной средой обитания некоторых редких и вымирающих видов животных южной и центральной Калифорнии. С запада базу ограничивают горы Санта-Инез и господствующий над окружающей местностью пик Транквильон, возвышающийся на 700 м над уровнем моря. На этом пике находится станция визуального слежения, с которой производится наблюдение за местностью вокруг стартовых комплексов.

## Население
По данным переписи населения 2000 года, на базе в то время проживало 6151 человек, 1707 домохозяйств и 1601 семей. Плотность населения при этом составляла 107,7 чел/км². Это 1992 единиц домов средней плотностью 34,9 шт./км². Расовый состав был 72,26 % белых американцев, 11,74 % чернокожих, 0,54 % коренных американцев, 3,90 % азиатов, 0,65 % выходцы с тихоокеанских островов, 4,96 % других рас и 5,95 % из двух или более рас. Испанцы и латиноамериканцы из любых рас составили 11,10 % от всего населения.
Там проживало 1707 семейств, из которых 71,8 % имеет детей младше 18 лет, проживающих с ними, 87,2 % было совместно живущими супружескими парами, 3,8 % являлись семействами, где женщина не имела супруга, и 6,2 % не имели семьи. 5,4 % от всех семейств были обособленными, живущими отдельно от остальных людей 65 лет или дольше. Средняя численность семейств составила 3,33, а семей — 3,44 человека.
В основном, возрастные категории населения составили 38,0 % в возрасте до 18 лет, 15,2 % от 18 до 24 лет, 44,7 % — от 25 до 44 лет, 1,9 % — от 45 до 64 лет и 0,2 % — в возрасте 65 лет или старше. Средний возраст был 24 года. На каждые 100 женщин приходится 109 мужчин. На каждые 100 женщин в возрасте 18 или старше лет приходится 116,2 мужчин.
Средний доход семейств составил 39444 долларов, а средний доход семей был 40000 долларов. Средний доход мужчин был 27352 долларов, женщин — 22283 долларов. На душу населения доход составлял 13570 долларов. Около 6,0 % семей и 7,1 % населения были за чертой бедности, включая 10,4 % из них младше 18 лет и никого 65 лет или старше.
Вандеберг обеспечивает население, состоящее более чем из 18000 военных, членов их семей, государственных служащих и гражданских рабочих.
Основная рабочая сила — живущие не на базе, а поблизости, на севере округа Санта-Барбара, в населённых пунктах Ломпок, Ванденберг, Санта-Инез, Оркутт и Санта-Мария. Небольшой процент рабочих приезжает с дальнего юга — из Санта-Барбары и из Айла-Висты.
Почтовый индекс базы Ванденберг 93437, телефонный код 805.

## База в наши дни
«База Ванденберг является основной американской площадкой для старта высокоорбитальных аппаратов, а также спутников с полярными орбитами. Ранее в США имелась только одна площадка для вывода подобных спутников, однако в рамках программы развития ракет-носителей одноразового использования, число стартовых площадок было увеличено. Кроме того, комплекс в Калифорнии используется и для запуска ракет „Дельта-4“.», — представитель BBC США.
13 марта 2008 г.  была запущена ракета-носитель «Атлас-5» с секретным военным спутником на борту. Спутник NROL-28 (управляется Национальным управлением военно-космической разведки США) запущен на высокоэллиптическую орбиту и, по сообщениям, содержит SBIRS Highly Elliptical Orbit (HEO) сенсор и 2 субспутника НАСА. NROL-28 служит для сбора разведывательной информации о террористических группах на Среднем Востоке; например, датчики на борту таких спутников могут отслеживать передвижения военных транспортных средств по поверхности Земли. NROL-28 имеет обозначение USA-200.
В Минобороны США отметили, что нынешний запуск спутника не связан с пополнением группировки спутников-шпионов в связи с недавним выходом из строя разведывательного спутника.
Этот запуск стал первым, произведённым с обновлённой стартовой площадки, так как ранее подобные запуски производились во Флориде. Восточная стартовая площадка стартового комплекса № 3 раньше использовалась для запуска ракет «Атлас-2AS», которые теперь не используются. Модернизация комплекса потребовалась для работы с более тяжёлыми и крупными ракетами-носителями серии «Атлас-5».
В этом запуске впервые были использованы новые водородные топливные баки «Центавр», а также российский двигатель РД-180.
На 23 июля 2008 г. со стартовой площадки стартового комплекса № 6  был запланирован запуск ракеты-носителя TLV NFIRE.
SpaceX:
- 14 января 2017 г. с базы Ванденберг был осуществлён пуск РН «Falcon 9» миссии «Iridium NEXT», целью которой был вывод 10 спутников Iridium на орбиту. Вывод спутников прошёл штатно; после запуска 1-я ступень РН совершила штатную посадку на баржу «Autonomous Spaceport Drone Ship»;
- 9 октября 2018 г. SpaceX произвела запуск ракеты Falcon 9 со спутником аргентинского космического агентства Comision Nacional de Actividades Espaciales для радиолокационного наблюдения за Землей SAOCOM-1A на борту. После успешного запуска с новой стартовой площадки компании и вывода спутника на орбиту первая ступень РН произвела посадку в автоматическом режиме на площадку LZ-4 базы Ванденберг, посадочная площадка находилась всего в нескольких метрах от стартовой площадки.[8]

## Районы запусков
Действующие
- Стартовый комплекс 2, действующий, «Дельта-2», ранее «Тор», «Дельта»;
- Стартовый комплекс 3-восток, действующий, «Атлас-5», ранее «Атлас-2» и «Атлас»;
- Стартовый комплекс 4-восток, действующий, «Фалкон 9 v1.1», подготовка для «Фалкон Хеви», ранее «Титан-4», «Титан-3»;
- Стартовый комплекс 6, действующий, «Дельта-4», ранее «Афина», Шаттл (не было запусков), «Титан-3»;
- Стартовый комплекс 8, действующий, «Минотавр»;
- Пусковой комплекс 576-E, действующий, Наземная система противоракетной обороны на маршевом участке полета, ранее «Таурус».

Недействующие
- Стартовый комплекс 1, недействующий, «Тор»;
- Стартовый комплекс 3-запад, недействующий, «Фалкон-1» (не было запусков), ранее «Атлас», «Тор»;
- Стартовый комплекс 4-запад, недействующий, «Титан-2», «Титан-3B»;
- Стартовый комплекс 5, недействующий, «Скаут»;
- Стартовый комплекс 10, недействующий, «Тор».

## В медийной культуре
- База Ванденберг является одним из мест действия в компьютерной игре Deus Ex;
- База Ванденберг является прототипом военной базы Форт-Занкудо в компьютерной игре Grand Theft Auto V.